# Гектор (Нью-Йорк)
Гектор (англ. Hector) — місто (англ. town) в США, в окрузі Скайлер штату Нью-Йорк. Населення — 4895 осіб (2020).

## Демографія
Згідно з переписом 2010 року, у місті мешкало 4940 осіб у 2008 домогосподарствах у складі 1407 родин. Було 2619 помешкань
Расовий склад населення:
| - 97,7 % — білих - 0,6 % — чорних або афроамериканців - 0,3 % — азіатів - 0,1 % — вихідців з тихоокеанських островів - 0,1 % — корінних американців |

До двох чи більше рас належало 1,1 %. Частка іспаномовних становила 1,5 % від усіх жителів.
За віковим діапазоном населення розподілялося таким чином: 21,2 % — особи молодші 18 років, 64,6 % — особи у віці 18—64 років, 14,2 % — особи у віці 65 років та старші. Медіана віку мешканця становила 44,4 року. На 100 осіб жіночої статі у місті припадало 102,2 чоловіків;  на 100 жінок у віці від 18 років та старших — 98,9 чоловіків також старших 18 років.
Середній дохід на одне домашнє господарство  становив 62 320 доларів США (медіана — 50 785), а середній дохід на одну сім'ю — 72 201 долар (медіана — 70 114). Медіана доходів становила 49 871 долар для чоловіків та 36 831 долар для жінок. За межею бідності перебувало 10,8 % осіб, у тому числі 2,2 % дітей у віці до 18 років та 3,0 % осіб у віці 65 років та старших.
Цивільне працевлаштоване населення становило 2506 осіб. Основні галузі зайнятості: освіта, охорона здоров'я та соціальна допомога — 25,3 %, виробництво — 10,6 %, науковці, спеціалісти, менеджери — 10,5 %.